# くるくる◇プリンセス 〜夢のホワイト・カルテット〜
『くるくる◇プリンセス 〜夢のホワイト・カルテット〜』（くるくるプリンセス ゆめのホワイト・カルテット、「◇」は本来はダイヤ状の氷の輝きのグラフィック、「・」は本来は氷の結晶のグラフィック）は、株式会社スパイクが2007年12月13日に発売した」ニンテンドーDS用アクションゲームである。公式サイトではジャンルは「くるくるタッチフィギュア」としている。同社作『くるくる◇プリンセス 〜フィギュアできらきら☆氷のエンジェル〜』（通称『くる◇プリ』）の続編にあたり、『くる◇プリ2』と呼ばれている。

## 概要
前作同様、フィギュアスケート競技の魅力を体験することができる内容となっている。ジャンプやスピン等の技だけでなく、プログラム（演技の組み立て）、コスチュームやアクセサリーを用いたファッション選びをプレイヤー自らが行える点も、前作同様である。さらに本作では、演技の自由度が上がり、様々なコンビネーション演技が可能となっている。また、プレイヤーキャラクターとして選択できるキャラクターは前作の3人から4人に増えている。

## ゲーム内容
ゲームは大きく、大会前（日常生活や練習）と大会に分かれる。

### 大会前
大会前の行動は、マップを用いた「行動選択パート」で行動場所を選択した後、それぞれの場所に応じた「ストーリーパート」「トレーニングパート」「ミニゲームパート」を進めていくことで行なわれる。
ストーリーパート
ライバルとなる世界のフィギュアスケーター、フィギュアスケート専門のカメラマン、スケート関連の店（靴、衣装など）の販売店員などとの会話を行う。普段の生活ではあまり見ることができない、フィギュアスケートで生きる人の考えを垣間見ることができるパートである。後述の、気になる男性スケーターとの会話はこのパートで行われる。なお、一通りのゲームプレイを行った後はこのパートをスキップすることができる。
トレーニングパート
トレーニングパートには、「体力」「運動」「芸術」といった基礎能力の向上を目的としたものと、「ジャンプ」「スピン」「ステップ」「スパイラル」といった「技」の習得や上達を目的としたものがある。前者は、トレーニングによって一定量の能力を向上させることができる。後者は、大会同様の実技を行い、その正否によって技の習得や上達を行なうことができる。
「技」を出すには、決められたコマンド操作を必要とする。新しい「技」の習得は「技」を規定回数以上（5回中3回以上など）成功させることで可能となる。習得した技は、規定回数分すべて成功あるいは大成功させることで上達可能となる。
ミニゲームパート
おまけ的パートだが、一部のミニゲームは「体力」「運動」「芸術」の基礎能力を向上させる効果を持っており、成績次第でトレーニングパートよりも効果的に能力を向上させることが可能である。

### 大会
大会前の行動で「ストーリーパート」を全てこなすと大会に参加することが可能となる。大会は、世界選手権の代表選考大会から始まり、グランプリシリーズを経て、シリーズ最終戦の世界選手権優勝に挑む。
大会では、「ショートプログラム」「フリースケーティング」のそれぞれにおいて、「衣装」「演奏曲」「演技構成」「演技内容」を決定し、最終的に大会に挑む。
「演技構成」は「ジャンプ」「スピン」「ステップ」「スパイラル」の組み立て、演技順序を決めるものである。一般的なパターンとして2種類のお任せパターンが選択可能であるが、まったくオリジナルに演技構成を組むことも可能である。ステップ以外にはコンビネーション演技（ジャンプコンビネーションなど）も含まれている。なお、最後の演技構成はコンビネーションスピン（演技内容は3回）と決まっている。
「演技内容」は「演技構成」で選んだ個々の内容を決めるものである。コンビネーション演技のように複数の演技内容を指定するものもある。ジャンプコンビネーションではジャンプ回数も選択することができ、ゲーム販売当時のISUのルールに準じて3連続ジャンプまでとなっている。コンビネーションスピンとスパイラルシークエンスでは事前に演技内容の回数が決まっている。
大会の成績は「ショートプログラム」と「フリースケーティング」の「技術点＋構成点－減点」の合計で決定される。技術点は「演技内容」の合計とその演技の成績で決定される。ゲームが進むにつれ、他の競技者も高い技術点を持つ、難度の高い演技で勝負に挑んでくるため、大会で優勝するには主人公も難度の高い演技を選択し、その演技を成功させる必要がある。
大会での成績に応じてグランプリポイントがもらえ、グランプリポイントによってグランプリ決勝に進めるかどうかが決まる。

### おまけ
大会と同形式のスケーティング（主人公によるフリースケーティングと、主人公の愛犬コミルによるスケーティングが選択可能）と、ゲーム内でプレイ可能なミニゲームとは、単独でプレイ可能となっている。
主人公によるフリースケーティングは、セーブされた主人公のパラメータおよび衣装で、大会と全く同様に、衣装替え、演技構成や演技内容の決定を行い、ライバルに挑むという内容となっている。
コミルによるスケーティングは、演技構成は示されているものの、演技内容は演技時点までわからないようになっている。ライバルは、ももかの愛犬ミルクやフランソワの愛犬ココアなど、本編に登場する他の犬たちである。

## キャラクター紹介

### プレイヤーキャラクター
白鳥まゆり（しらとりまゆり、声 - あかいとまと）
元気で明るく前向きな女の子だけど、おっちょこちょいなところも。スピード感あふれるコンビネーションジャンプが武器。2月4日生まれのみずがめ座。年齢は14歳。身長は159cm。
城崎凛（しろざきりん、声 - 茶乃）
美人で賢く、大人びている。努力家。得意技はジャンプ。6月18日生まれのふたご座。年齢は15歳。身長は161cm。
雪代ゆうな（ゆきしろゆうな、声 - 清水こずえ）
兵庫県芦屋出身のお嬢様。関西弁で話す。得意技はスピン。8月17日生まれのしし座。年齢は14歳。身長は154cm。
レア・W・ミシマ（-ホワイト-、声 - 甲斐田ゆき）
日本人とフランス人のハーフ。フランス生まれのアメリカ育ち。クラシックバレエを長年経験している。得意技はステップシークエンス。11月24日生まれのいて座。年齢は14歳。身長は167cm。

### 競技相手となる女性スケーター
安野美紀（やすのみき）
日本代表の女性スケーター。4回転ジャンプを達成しており、世界選手権優勝という実力の持ち主。斉藤コーチの教え子であり、主人公の先輩にあたる。ショウのライバルであるダイと付き合っているのではと噂されている。
浅香真子（あさかまこ）
日本代表の女性スケーター。「リンクの妖精」と呼ばれており、安野と並んでスケート界をリードする実力の持ち主。世界チャンピオンとなったのは中学生の頃である。斉藤コーチの教え子であり、主人公の先輩にあたる。
春野ももか（はるの -）
日本代表の女性スケーター。前作の主人公の一人。斉藤コーチの教え子であり、主人公の先輩にあたる。
ミレーユ
フランス代表の女性スケーター。フィギュア界のアイドル的存在と噂されている。ライバルの得意技をそっくり真似ることができるという特技を持つ。フランソワと仲がよく、付き合っているのではと噂されている。
サラ
アメリカ代表の女性スケーター。自信家で勝気な性格。
パーシャ
長身で、スタイルの良さを活かした演技を武器としている。
アイリーン
スザンナ
ミヒョン

### 気になる男性スケーター
世界で出会う男性スケーターの一部は、途中で「気になる人」と記され、その後の会話で好感度が増減するようになっている。グランプリ優勝の後、意中の人とペアでスケートをすることができる。なお、大会前のストーリーパートをスキップした場合でも、途中の好感度増減はランダムに行われ、いずれかの男性スケーターとのペアスケートとなる。
フランソワ
フランス代表の男性スケーター。やわらかい演技を得意とする。絵が上手で、繊細な神経を持っている。
ファビオ
イタリア代表の男性スケーター。かっこよく、情熱あふれる演技を得意とする。おしゃれでセンスがよく、女性ファンが多い。
ショウ
日本代表の男性スケーター。主人公の幼馴染。おしゃべりで意地っ張りだが本当はやさしい。
クラウス
ドイツ代表の男性スケーター。読書好きで、理論立てた演技を得意とする。

### その他のキャラクター
斉藤みどり
主人公のコーチ。前作でもコーチを勤めている。
グローリア
ファビオの妹。兄にべったりで、兄に虫が近づかないように目を見張っている。
カオル
主人公と一緒に斉藤コーチからスケートを教わっている、仲良しの女性スケーター。
ダイ
ショウのライバルである日本代表の男性スケーター。ひざの怪我で代表選考開始時は出場を控えているが、途中の大会から男性部門で出場している。復帰の際、ショウとライバル同士で競い合う練習が見られる。
テッペイ
ももかのボーイフレンド。
ハリー
フィギュアスケート専門のカメラマン。
ミルク
ももかの飼い犬。
コミル
主人公の飼い犬。ミルクの娘にあたる。代表選考開始時にももかからもらう。
ココア
フランソワの飼い犬。ミルクの子供にあたる。

## 能力と技
主人公が大会でよい成績を残せるかどうかは、技術点と構成点によって決まる。高い技術点を出すには「ジャンプ」や「スピン」などの多彩な「技」を如何にうまく成功させるかにかかっている。「技」の成功はプレイヤーの腕もさることながら、「技」に影響する主人公のパラメータにも左右される。また、構成点も主人公のパラメータによって左右される。これら、大会の成績に影響する主人公のパラメータは以下の通りである。
体力
スケートの持久力をあらわしている。トレーニングや大会が始まる際に最大値から始まり、技を発動するたびに減少する。体力がなくなると、技を出すためのコマンド入力時間が半減するため、入力が難しくなり、技をミスしやすくなる。トレーニングセンターでトレーニングすることができ、最大9段階まで上げることができる。
運動
運動能力をあらわしており、技を出すためのコマンド入力時間の長短に影響する。スケート場でトレーニングすることができ、最大9段階まで上げることができる。
芸術
芸術的能力をあらわしており、スケートの構成点に影響する。また、芸術が増えることで演技可能な曲が増えることになる。美術館でトレーニングすることができ、最大9段階まで上げることができる。
技の習熟度
技は「ジャンプ」「スピン」「ステップ」「スパイラル」の4種類に大別される。それぞれの分野でゲーム開始時点から使用できる技が決まっており、ゲームの進行度やこれまでに覚えた技によって習得できる技が増える。それぞれの技は4段階の習熟度が設定されており、習得済みの技を練習することでその技を上達させることが可能となる。上達した技は上達していない技よりも、（技発動時の入力時間制限が長くなるため）技の発動がしやすくなり、使用時の体力ゲージの減少も少なくてすむ。
技を習得可能な条件はそれぞれの技で決まっており、大きく「ゲーム進行度（大会何戦目か）」と「基本技の習熟（応用技として設定されている場合、応用技の習得するには基本技を一定以上習熟している必要がある）」に左右される。例えば「4回転ルッツジャンプ」には「3回転ルッツジャンプ」（技解説）が、「クロスグラブビールマン」には「ビールマン」（技解説）が、「フライングキャメル」や「トラベリングキャメル」には「キャメルスピン」（技解説）が基本技として設定されており、それぞれ、応用技の習得には基本技を一定以上習熟している必要がある。
一度習得した技とその習熟度は、グランプリまでの一通りの大会をプレイした後、次のゲームに引き継ぐことができる。この場合、次のゲームでは（体力や運動パラメータとの兼ね合いを考慮の上で）序盤から難度の高い技を盛り込むことも可能である。

## 衣装
大会の成績に影響はないが、大会を盛り上げる要素として、衣装替えが挙げられる。衣装は「髪型」「トップス」「ボトムス」「シューズ」「アクセサリ」で構成され、一部の「トップス」は「ボトムス」と一体型になっているが、大半はそれぞれ独立して選択可能となっている。また、「アクセサリ」は「頭」「首（ネックレス）」「手（手袋）」「背中」「しっぽ」など最大4箇所に同時装着することができる。中にはあまり現実的でない衣装「サンタファッション」「みこみこ服」「くちばし」「むぎわらぼうし」「うさぎのぬいぐるみ（リュックタイプのアクセサリ）」「天のはごろも」「ネコ耳、ネコしっぽ、ネコの手ぶくろ」なども含まれている。
衣装は、ゲーム開始時、各主人公のイメージカラーに沿った衣装が用意される。また、所持金（大半は大会入賞時に賞金として得られる）を使ってブティックやスケート靴店などで購入できるほか、各大会を優勝した場合、ミニゲームをミスなくこなした場合などで得ることができる。なお、所持金や衣装はグランプリまでの一通りの大会をプレイした後、次のゲームに持ち越せる。
なお、ワイヤレス通信により、本作を持っている他者と衣装の交換が可能である。